# Hana Vymazalová
Hana Vymazalová (* 1978) ist eine tschechische Ägyptologin.

## Leben
Vymazalová studierte von 1996 bis 2001 Ägyptologie und von 1998 bis 2001 Logik an der Karls-Universität Prag. 2001 legte sie ihre Magisterarbeit zum Thema Solutions of mathematical problems in Egyptian Texts / Řešení matematických problémů v egyptských textech vor. Danach begann sie ein Promotionsstudium, das sie 2005 mit der Dissertation zum Thema The accounting documents from the papyrus archive of Neferre and their specific terminology erfolgreich abschloss. 
Von 2000 bis 2001 arbeitete sie als Stipendiatin an der archäologischen Fakultät der Universität Kairo, 2003 am Archäologischen Institut der Universität Hamburg, 2004 am The Robert Anderson Research Charitable Trust in London, von 2004 bis 2005  über das UNESCO Fellowship Programme in Support of Priority Programme Areas am Institut français d’archéologie orientale in Kairo, 2006 erneut in Hamburg und von 2008 bis 2009 erneut am Institut français d’archéologie orientale. 
Seit 2006 nimmt sie an den Grabungen des Tschechischen Instituts für Ägyptologie in Abusir teil und seit 2015 auch an dessen Grabungen im Süden von Sakkara. 
Seit 2016 war Vymazalová Associate Professor, seit 2025 ist sie Professorin für Ägyptologie an der Karls-Universität Prag. Ihr Forschungsschwerpunkt ist die Wirtschaft in den königlichen Nekropolen des Alten Reichs.

## Bibliografie
- Mit Paule Posener–Kriéger und Miroslav Verner: Abusir X. The Pyramid Complex of Raneferef. The Papyrus Archive. 2006
- Mit Filip Coppens: Moudrost svitků boha Thovta. Vědecké poznání za vlády faraonů. 2011
- Mit anderen: Abusir XXII. The Tomb of Kaiemtjenenet (AS 38) and the Surrouding Structures AS 57–60. 2011
- Mit Vassil Dobrev und Miroslav Verner: Old Hieratic Palaeography I. The Builders‘ Inscriptions and Mason’s Marks from Saqqara and Abusir. 2011
- Mit Eugen Strouhal und Břetislav Vachala: Medicine of the Ancient Egyptians I. 2014